# Nieszawa
Pour les articles homonymes, voir Nieszawa (homonymie).
Nieszawa (en allemand : Nessau) est une ville de la voïvodie de Couïavie-Poméranie, dans le centre-nord de la Pologne. Sa population s'élevait à 1 994 habitants en 2012.

## Géographie
Nieszawa se trouve à 28 km — 34 km par la route — au sud-est de Toruń, à 65 km — 86 km par la route — au sud-est de Bydgoszcz, à 158 km — 210 km par la route — au nord-ouest de Varsovie.

## Histoire
La ville fut le siège d'une commanderie de l'Ordre Teutonique du nom de Nessau, dont Henri de Plauen fut le commandeur de 1402 à 1407. La ville est intégrée au royaume de Pologne en 1422.